# Pont de la Jatte
A Pont de la Jatte é uma ponte localizada em Ilha-de-França em Paris. Ficou conhecida por ser o local da largada do Tour de France de 1908, 1909, 1910 e 1911.